# Voos da morte

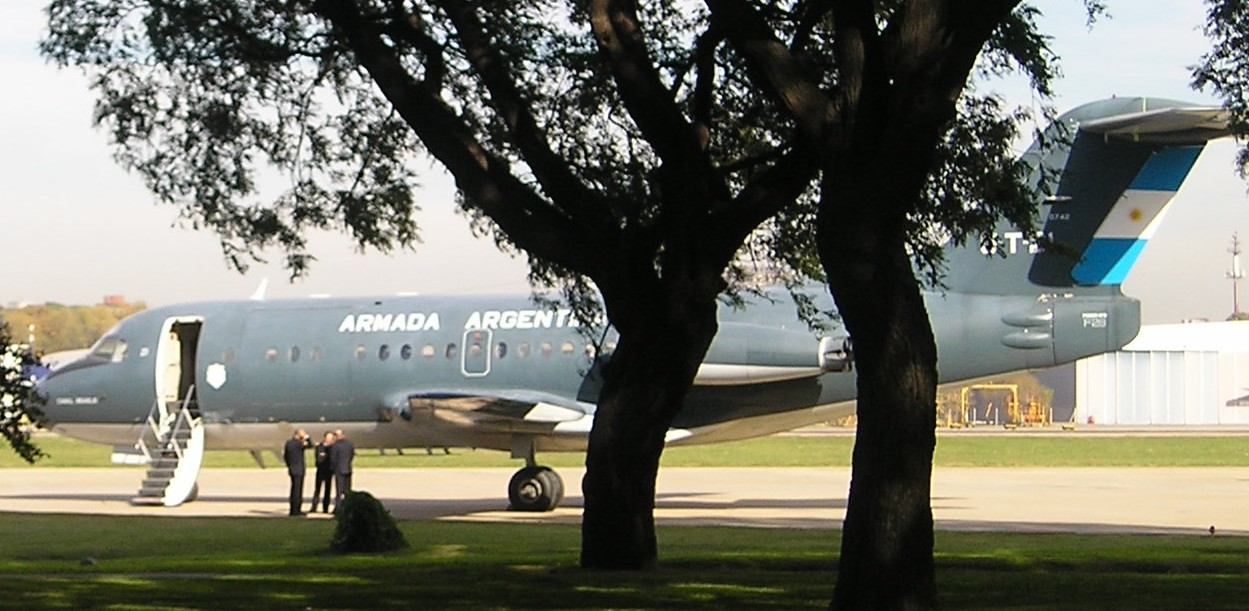
Fokker F 28 da Marinha da Guerra argentina no aeroporto militar do Aeroparque

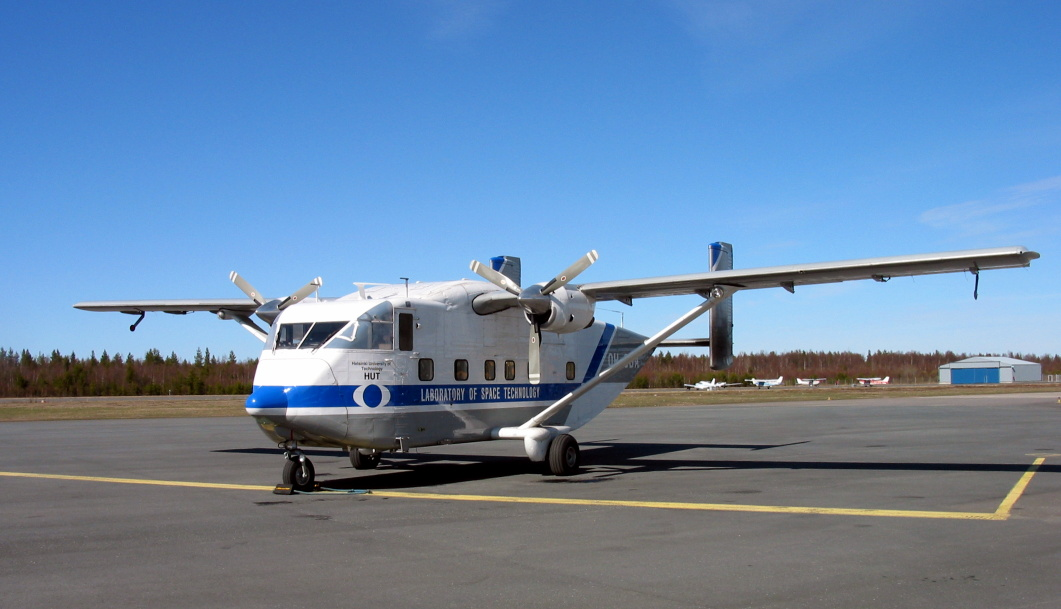
Shorts SC.7 Skyvan da Prefeitura, usado para os voos da morte

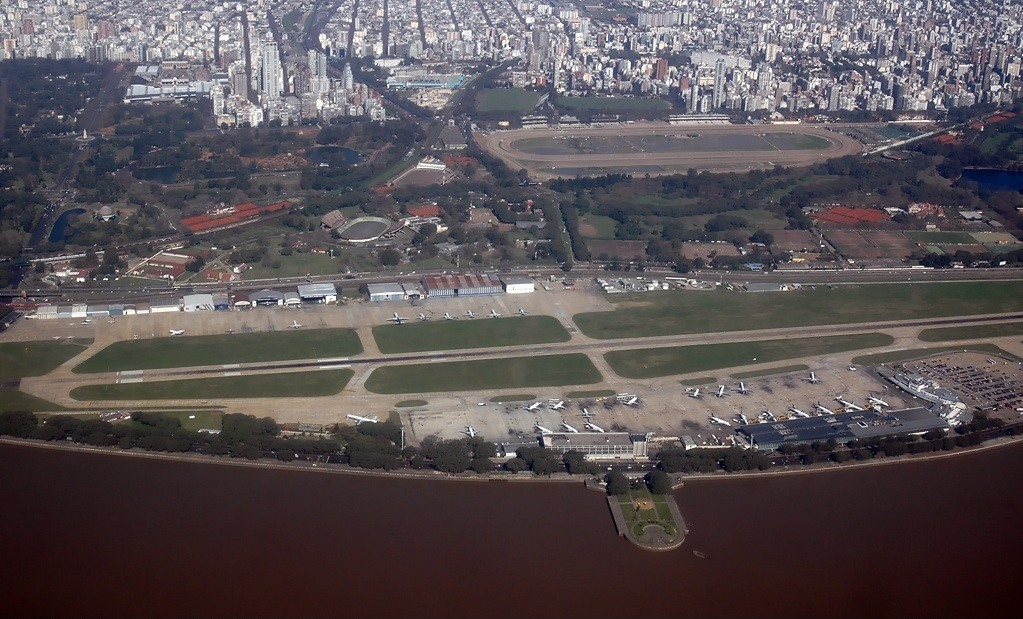
O aeroporto militar que se encontra no extremo sul (esq) do Aeroparque era utilizado para os voos da morte

Os voos da morte (em espanhol, vuelos de la muerte) foram uma prática atroz da  Guerra suja na Argentina, durante o chamado Processo de Reorganização Nacional (1976-1983). Nesses voos de aviões militares, milhares de presos políticos eram drogados e atirados ao mar, ainda vivos. Estima-se que quatro mil pessoas, inclusive líderes das Mães da Praça de Maio, tenham sido assassinadas dessa forma.

## As constâncias
As evidências sobre o assassinato de opositores arremessando-os de aviões são inquestionáveis e não há controvérsia sobre isso. Já em 1977, durante o regime militar apareceram vários corpos nas costas dos balneários atlânticos de Santa Teresita e Mar del Tuyú, cerca de 200 km a sul da Cidade de Buenos Aires. Os cadáveres foram enterrados  como “NN” (Nome Desconhecido, do latim Nomen Nescio) no cemitério de General Lavalle, mas previamente os médicos policiais que intervieram informaram que a causa de morte fora o “choque contra objetos duros desde grande altura”.
Em 1995, o ex-repressor da ESMA Adolfo Scilingo, contou ao jornalista Horácio Verbitsky a metodologia de extermínio à qual os próprios verdugos referiam como "voos". O testemunho foi publicado como livro, com o título de “O voo”. Scilingo, nos seus testemunhos, detalha o procedimento, a autorização da Igreja católica, a utilização de injeções anestésicas, o tipo de aviões (Electra, Skyvan; p. 30), a larga participação dos oficiais, a utilização do aeroporto militar que se encontra em Aeroparque (cidade de Buenos Aires)...
| “ | Qual foi o seu primeiro conhecimento sobre os voos da morte da Esma?. -Os voos foram comunicados oficialmente por Mendía (vice-almirante da Armada) poucos dias depois do golpe militar de Março de 1976. Informaram que o procedimento para a gestão dos subversivos na Armada seria sem uniforme. Foi explicado que na Armada os subversivos não seriam fuzilados, pois não se queria ter os problemas sofridos por Franco na Espanha e Pinochet no Chile. Também não se podia ir contra o Papa, mas a hierarquia eclesiástica foi consultada e foi adotado um método que a Igreja considerava cristão, ou seja, pessoas que despegam num voo e não chegam ao destino. Perante as dúvidas de alguns marinhos, foi esclarecido que os subversivos seriam atirados em pleno voo. Após os voos, os capelães tratavam de os consolar recordando um preceito bíblico que fala de "separar a erva má do trigal". | ” |

Embora existam poucos dados sobre o número de  desaparecidos", a prática de jogar prisioneiros ao mar parece ter sido um expediente amplamente utilizado, durante a ditadura Argentina, assim como o sepultamento, em tumbas clandestinas, de prisioneiros assassinados. Além da ESMA, há referências aos mesmos em El Olimpo, em La Perla , em El Campito (Campo de Maio). Neste último, o Centro clandestino de detenção (CCD) foi instalado próximo ao aeródromo precisamente para facilitar o translado dos detidos aos aviões. A Força Aérea uruguaia reconheceu em 2005 que eram realizados voos da morte em combinação com as Forças Armadas argentinas (Operação Condor). Scilingo declarou também frente do juiz espanhol Baltasar Garzón que foram recolhidos prisioneiros na base que a Marinha da Guerra possui em Punta Indiano (Província de Buenos Aires).
O CCD conhecido como "Quinta de Funes" em Rosário encontrava-se situado a 400 metros do aeroporto e há constâncias de que detidos ali foram jogados ao mar, na zona da Baía de Samborombán (província de Buenos Aires).
Em Novembro de 2004 a Equipa Argentina de Antropologia Forense (EAAF) descobriu que os restos de uma pessoa enterrada como NN no cemitério de General Lavalle (Província de Buenos Aires) correspondia a um desaparecido. Procederam então a revisar os livros do cemitério e descobriram que essa pessoa e outras cinco foram encontradas nas praias entre os dias 20 e 29 de Dezembro de 1977, suspeitando então que poderiam ser todas vítimas de um mesmo "voo da morte". Poucos dias depois os corpos foram exumados. No lapso duns meses foi-se estabelecendo que se tratavam dos restos das mães da Praça de Maio, Esther Ballestrino, María Eugenia Ponce, Azucena Villaflor, a militante Angela Auad, e a monja francesa Léónie Duquet. Em Abril de 2006 esperava-se encontrar também a Alice Domon, outra monja francesa sequestrada e torturada com o grupo.
| “ | É a primeira vez que são recuperados corpos do mar, são identificados e ligados claramente à detenção, posterior desaparecimento e reclusão num centro clandestino de detenção, neste caso a Escola de Mecânica da Armada (ESMA) | ” |

A Equipa Argentina de Antropologia Forense determinou também que os corpos apresentavam "fraturas múltiplas nos membros superiores e inferiores no crânio, compatíveis com a queda desde altura contra uma superfície dura que poderia ter sido o mar".
Todas elas agiam na Igreja da Santa Cruz, no bairro de San Cristóbal, foram sequestradas de 8 a 10 de Dezembro de 1977, levadas para a ESMA, torturadas durante por volta de 10 dias, deslocadas em avião e jogadas vivas ao oceano, à altura do balneário turístico de Santa Teresita, por volta de 20 de Dezembro de 1977. Os seus corpos foram arrastados pelas correntes até a praia e enterrados rapidamente pela polícia local como NN, não sem antes fazer constar que a morte fora por uma queda desde grande altura. A descoberta encerra um capítulo importante da reconstrução da memória histórica durante a Guerra Suja na Argentina.
Em 29 de novembro de 2017, o Tribunal Oral Federal N. 5 condenou à prisão perpétua os tripulantes do voo do dia 14 de dezembro de 1977.